# Port lotniczy Limon
Port lotniczy Limon (ang. Limón International Airport, IATA: LIO, ICAO: MRLM) – port lotniczy zlokalizowany w kostarykańskim mieście Limon.

## Linie lotnicze i połączenia
- Nature Air (Barra del Colorado, Bocas del Toro, San José, Tortuguero)
- Sansa (Puerto Viejo, San José)
- Aerobell (San José)
- Paradise Air (San José)